# 艾姆斯 (伊利諾伊州)
艾姆斯（英語：Ames）是位於美國伊利諾伊州門羅縣的一個非建制地區。該地的面積和人口皆未知。

## 地理
艾姆斯的座標為38°08′48″N 90°03′16″W / 38.14667°N 90.05444°W，而該地的平均海拔高度為143米（即469英尺）。